# Howard Winter

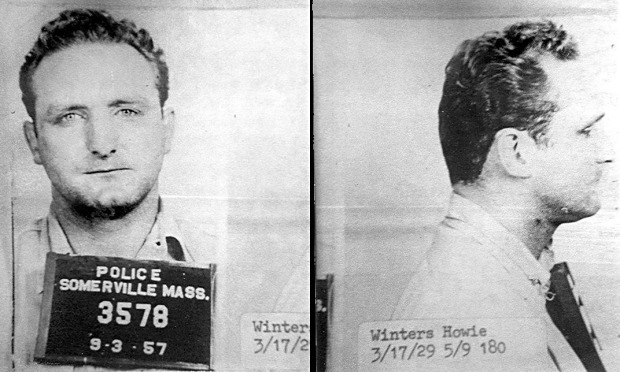

Howard Thomas Winter, soprannominato Howie (West Roxbury, 17 marzo 1929 – Millbury, 12 novembre 2020), è stato un mafioso statunitense, uno dei leader principali della Winter Hill Gang.

## Biografia

### Origini
Winter nacque a West Roxbury, un quartiere di Boston (capitale del Massachusetts), il 17 marzo del 1929 da una famiglia di origini irlandesi e tedesche. Crebbe presso Somerville, sempre nel Massachusetts, dove cominciò la sua vita criminale.

### Mafia
Winter era il braccio destro di "Buddy" McLean che, dopo il suo assassinio, prese le redini insieme a "Whitey" Bulger, nel 1966. Bulger e Winter furono accusati diverse volte dall'FBI, per diversi crimini e violenze che i due malfattori scatenavano nella Boston meridionale.
Winter fu anche arrestato, ma dopo alcuni anni fu rilasciato e scoperto mentre spacciava cocaina. Fu di nuovo arrestato ed incarcerato nel 1994, all'età di 65 anni. Tornò libero nel 2002 e andò a vivere nel Massachusetts.